# Belgrano (Buenos Aires)
Belgrano is een wijk (barrio) van de Argentijnse hoofdstad Buenos Aires.

## Geschiedenis
De wijk werd genoemd naar Manuel Belgrano, een militaire en politieke leider die ook de Argentijnse vlag ontwierp. Belgrano werd in 1855 gesticht en werd al snel een stad. In 1880 werd het enkele weken de hoofdstad van het land toen er een dispuut was tussen de nationale regering en de provincie Buenos Aires over de status van de stad Buenos Aires. Het was in Belgrano dat beslist werd dat Buenos Aires de federale hoofdstad van het land zou worden. In 1887 werd Belgrano een deel van de hoofdstad. In de wijk woonden vele Duitse immigranten die het dialect Belgranodeutsch spreken.

## Sport
Hoewel de club CA River Plate eigenlijk uit het naburige Núñez komt ligt het stadion Estadio Monumental Antonio Vespucio Liberti op grondgebied van Belgrano. Andere sportclubs uit de wijk zijn CA Excursionistas en Belgrano Athletic Club.
Agronomía · Almagro · Balvanera · Barracas · Belgrano · Boedo · Caballito · Chacarita · Coghlan · Colegiales · Constitución · Flores · Floresta · La Boca · La Paternal · Liniers · Mataderos · Monte Castro · Monserrat · Nueva Pompeya · Núñez · Palermo · Parque Avellaneda · Parque Chacabuco · Parque Chas · Parque Patricios · Puerto Madero · Recoleta · Retiro · Saavedra · San Cristóbal · San Nicolás · San Telmo · Vélez Sársfield · Versalles · Villa Crespo · Villa del Parque · Villa Devoto · Villa Lugano · Villa Luro · Villa Mitre · Villa Ortúzar · Villa Pueyrredón · Villa Real · Villa Riachuelo · Villa Santa Rita · Villa Soldati · Villa Urquiza